# Sœurs de Saint François de Sales
Ne doit pas être confondu avec Oblates de Saint François de Sales ou Filles de Saint François de Sales.
Les Sœurs de saint François de Sales (en latin : Congregatio Sororum Sancti Francisci Salesii) sont une congrégation religieuse féminine enseignante de droit pontifical.

## Historique
En 1740, le père Dominique Leonati (it) (1703-1793) fonde à Padoue avec l'aide de sa nièce Marie Thérèse Leonati, une compagnie de sœurs sans vœux pour l'accueil et l'enseignement des filles abandonnées ou pauvres. 
Pour la règle de vie et la spiritualité de l'institut, le fondateur s'inspire des écrits de saint François de Sales. L'évêque de Padoue, Charles Rezzonico (devenu pape sous le nom de Clément XIII) soutient l'œuvre dès sa fondation et accorde également aux salésiennes l'autorisation de conserver l'Eucharistie dans leur oratoire donnant lieu à une branche de sœurs dédiées à l'Adoration perpétuelle. 
En raison de son statut juridique particulier d'association sans vœux et privé des privilèges propres aux congrégations religieuses, l'institut n'est pas soumis aux lois sur la suppression des institutions religieuses et la confiscation des biens ecclésiastiques au milieu du XIXe siècle. 
En 1893 seulement, les salésiennes sont autorisées à émettre des vœux temporaires et deviennent des religieuses, elles obtiennent la reconnaissance d'un institut religieux de droit pontifical avec le décret de louange de 1911, le 8 décembre 1912, elles prononcent leurs premiers vœux perpétuels.
La bienheureuse Lidwine Meneguzzi (1901-1941) est une religieuse de cette congrégation.

## Activités et diffusion
Les Sœurs de saint François de Sales se dédient principalement à l'enseignement des enfants dans les écoles maternelles et primaires.
Elles sont présentes en :
- Europe : Italie[1].
- Amérique : Argentine[2], Brésil[3], Cuba[4], Équateur[5], Pérou[6],
- Afrique : Angola[7].

La maison généralice est à Padoue.
En 2017, la congrégation comptait 452 sœurs dans 75 maisons.